# 小叶猕猴桃
小叶猕猴桃（学名：Actinidia lanceolata）是猕猴桃科猕猴桃属的植物，是中国的特有植物。分布于中国大陆的广东、福建、浙江、湖南、江西等地，生长于海拔200米至800米的地区，常生长在疏林中、山地上的高草灌丛中以及林缘等环境，目前尚未由人工引种栽培。